# Примапур
Примапур (латин. Primapur®) — первый российский рекомбинантный фолликулостимулирующий гормон человека (фоллитропин альфа) для использования при экстракорпоральном оплодотворении (ЭКО) у человека. Создан полностью в России в сотрудничестве с ФИЦ Биотехнологии РАН с использованием запатентованной линии клеток китайского хомячка для наработки в биореакторе с продуктивностью секреции гормона в культуральную среду до 12.3±1.7 пг/клетка/день.
Является биоаналоговым препаратом, то есть биологической копией оригинального препарата фоллитропина альфа, так как получен с использованием других генетических векторов и с использованием иной технологии хроматографической очистки гормона.
Для субстанции и готовой лекарственной формы биоаналогового фоллитропина альфа в соответствии с европейскими и российскими руководствами были успешно проведены сравнительные с оригинальным препаратом: физико-химические и доклинические исследования; две стадии рандомизированных клинических исследований: биоэквивалентности (I фаза) и терапевтической эквивалентности в трех центрах экстракорпорального оплодотворения (III фаза).
Для самостоятельных инъекций фоллитропина альфа разработана ручка-инжектор с минимальным шагом изменения дозы равным 5 МЕ (международных единиц активности фоллитропина).
В 2019 году Минздрав России зарегистрировал препарат на территории РФ.
Примапур является рецептурным препаратом и применяется только по назначению лечащего врача.
В 2020 году было проведено анонимное, когортное исследование эффективности и безопасности применения биоаналогового фоллитропина альфа «ФОЛЛИТРОПИН» — самое масштабное ретроспективное наблюдательное исследование в России в области репродуктивного здоровья человека: анализ охватывает 5484 циклов овариальной стимуляции, проведенных в 35 клиниках ЭКО по всей России. Результаты подтверждают эффективность и безопасность биоаналога фоллитропина альфа Примапур в неселективной популяции пациенток с применением различных протоколов овариальной стимуляции в реальной практике врача-репродуктолога.
17 июля 2021 г. состоялся Экспертный совет по возможностям импортозамещения препаратов фоллитропина альфа в циклах ЭКО в России. Основной целью мероприятия было обсудить итоги применения первого российского биоаналогового фоллитропина альфа в реальной клинической практике и возможности импортозамещения препаратов фоллитропина альфа. После продолжительного обмена мнениями была разработана Резолюция экспертного совета.
В 2021 году журнал «Эксперт» опубликовал обзорную статью о разработке и разработчиках первого российского фоллитропина альфа.
В 2022 году в международном научном журнале опубликован уникальный процесс очистки субстанции российского фоллитропина альфа, входящего в состав Примапура, а также анализ качества промышленных серий субстанции, проведенный в соответствии с действующими требованиями Европейской фармакопеи.